# Astronomie populaire (Camille Flammarion)
Pour les articles homonymes, voir Astronomie populaire.
L'Astronomie populaire est un livre de vulgarisation scientifique de Camille Flammarion publié en France en 1880 et traduit en anglais en 1894. Ce livre est une suite simplifiée de l'Astronomie populaire de François Arago,.

## Description

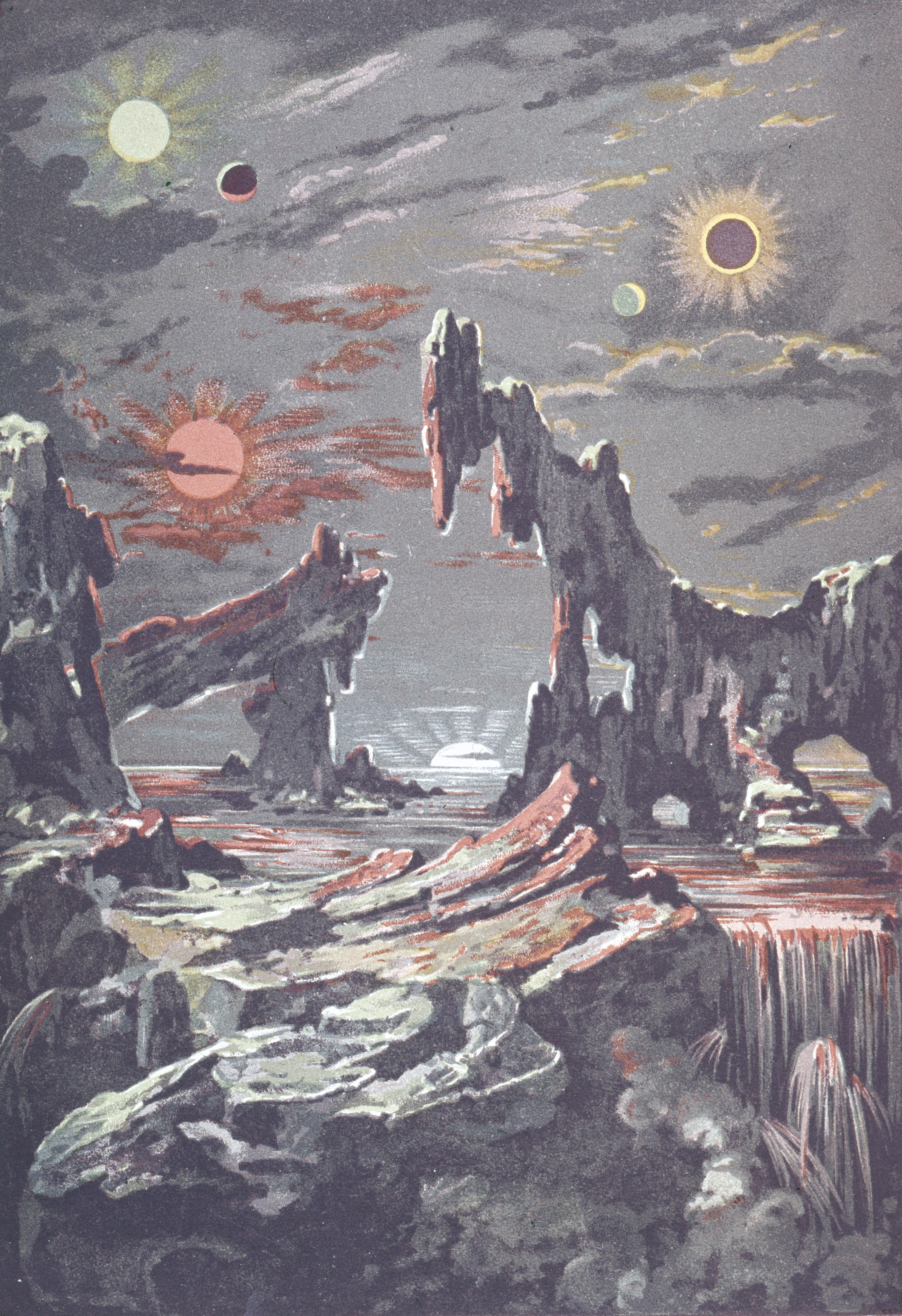
Astronomie populaire, planche VII.

Ce livre fait état des connaissances en astronomie à la fin du XIXe siècle. Le livre comporte une reliure rouge, bleu et or, 800 pages dorées sur tranche, 360 figures, dont de nombreuses scènes gravées et cartes célestes. 
Le livre est dédié à Copernic, Galilée, Kepler, Newton et Arago.

## Thèmes
Ce livre est divisé en six parties :
- Livre I : la Terre : Cette partie décrit les mouvements de la Terre sur elle-même et autour du Soleil. Elle explique les climats sur Terre ainsi qu'une explication sur la formation de la planète Terre.
- Livre II : la Lune : Le diamètre de la Lune ainsi que la distance à la Terre sont abordées ici. Cette partie décrit les reliefs de la Lune (montagnes, mers) ainsi que les possibilités que la Lune soit habitée. En dernier, le livre II explique le phénomène des marées et des éclipses.
- Livre III : le Soleil : Cette partie fait état des connaissances sur le Soleil (composition, dimension).
- Livre IV : les mondes planétaires : Les différentes planètes du Système solaire de Mercure à Neptune sont abordées.
- Livre V : les comètes et étoiles filantes.
- Livre VI : les étoiles et l'Univers sidéral : Une description des constellations visibles dans le ciel. Cette partie parle des distances dans le ciel, des différents types d'étoiles et de la Voie lactée.

## Rééditions
Le livre fut réédité à de nombreuses reprises (1890, 1975, 2002). Les éditions Flammarion ont publié en 2002 un fac-similé de l'édition originale, en deux volumes sous coffret, puis à nouveau en 2009, pour l'année mondiale de l'astronomie. Une nouvelle réédition est parue en 2025 à l'occasion des 150 ans des éditions Flammarion.